# Аніта Рачвелішвілі
Аніта Рачвелішвілі (нар. 28 червня 1984, Тбілісі, СРСР), — грузинська оперна співачка (мецо-сопрано). Закінчила Тбіліську консерваторію.